# Smith S. Turner

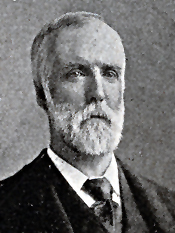
Smith S. Turner

Smith Spangler Turner (* 21. November 1842 im Warren County, Virginia; † 8. April 1898 in Front Royal, Virginia) war ein US-amerikanischer Politiker. Zwischen 1894 und 1897 vertrat er den Bundesstaat Virginia im US-Repräsentantenhaus.

## Werdegang
Smith Turner war Kadett am Virginia Military Institute in Lexington. Während des Bürgerkrieges diente er in verschiedenen Funktionen als Offizier im Heer der Konföderation. Zwischen 1865 und 1867 war Turner Mathematiklehrer an einer Mädchenschule in Winchester. Nach einem anschließenden Jurastudium und seiner 1869 erfolgten Zulassung als Rechtsanwalt begann er in Front Royal in diesem Beruf zu arbeiten. Gleichzeitig schlug er als Mitglied der Demokratischen Partei eine politische Laufbahn ein. Von 1869 bis 1872 saß er im Abgeordnetenhaus von Virginia. Zwischen 1874 und 1879 fungierte Turner als Bezirksstaatsanwalt im Warren County. Acht Jahre lang gehörte er dem Leitungsgremium (Board of Visitors) des Virginia Military Institute an.
Nach dem Rücktritt des Abgeordneten Charles Triplett O’Ferrall wurde Turner bei der fälligen Nachwahl für den siebten Sitz von Virginia als dessen Nachfolger in das US-Repräsentantenhaus in Washington, D.C. gewählt, wo er am 30. Januar 1894 sein neues Mandat antrat. Nach einer Wiederwahl konnte er bis zum 3. März 1897 im Kongress verbleiben. Im Jahr 1896 verzichtete er auf eine weitere Kandidatur. Nach dem Ende seiner Zeit im US-Repräsentantenhaus zog sich Smith Turner aus der Politik zurück. Er starb am 8. April 1898 in Front Royal.